# Tramvajová doprava v Tule

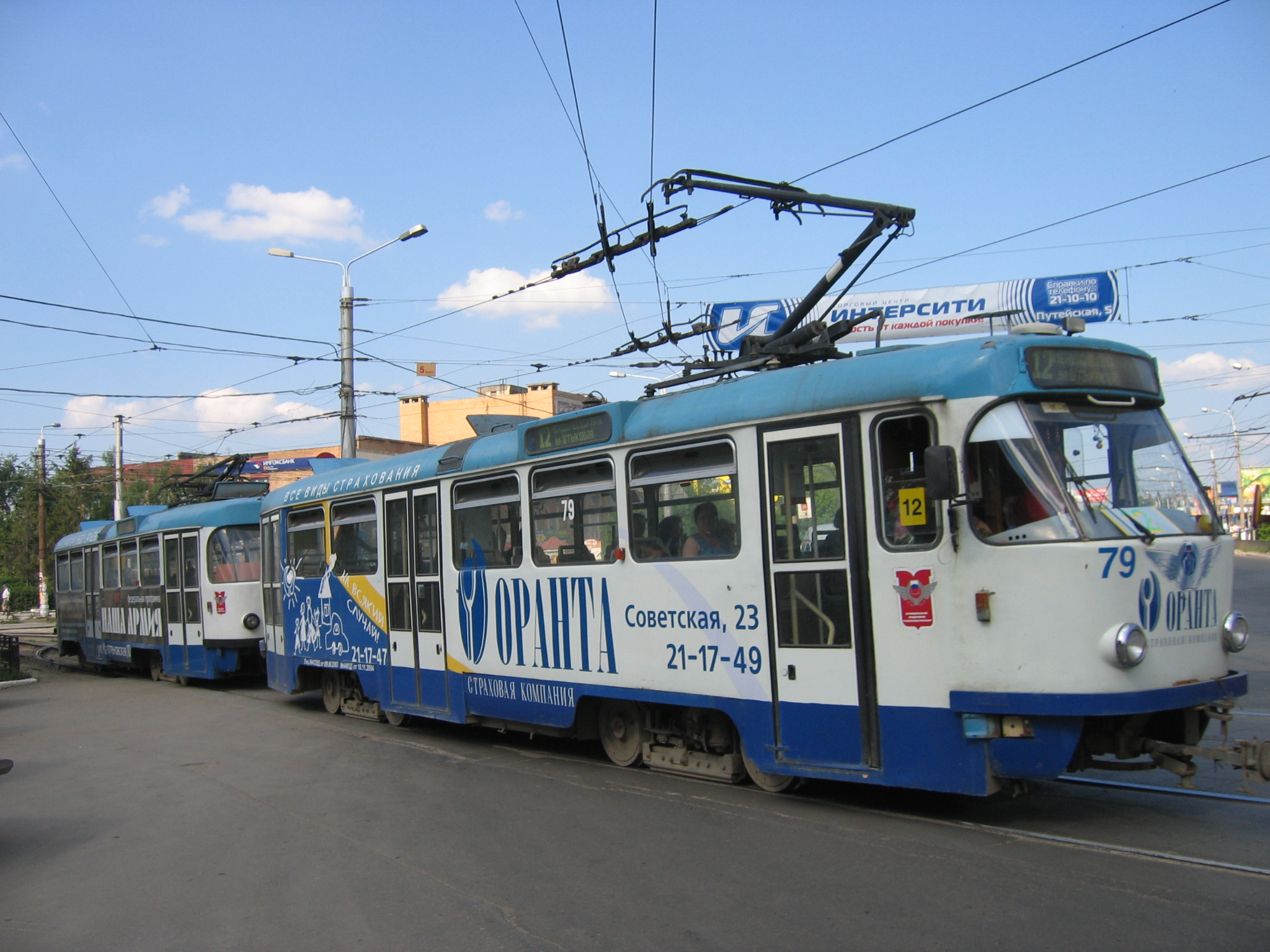
Tulská souprava tramvají Tatra T3D, které byly v roce 2005 zakoupeny z německého Schwerinu

V ruském městě Tula je od konce 19. století v provozu tramvajová doprava. V roce 2005 zde jezdilo na 95 km tratí 12 tramvajových linek, síť se tak řadí k těm větším. Provozovatelem je podnik MUP „Tulgorelektrotrans“ (rusky МУП "Тулгорэлектротранс").

## Historický vývoj

### Koňská tramvaj
První úvahy o zřízení tramvajové dopravy v Tule se objevily již v roce 1872, k realizaci tohoto projektu však nikdy nedošlo. Provoz byl zahájen až v roce 1888, kdy byla podle nového projektu postavena první linka koňské tramvaje o standardním ruském rozchodu kolejí 1524 mm. K dispozici byly tramvaje zakoupené v Belgii. Již v roce 1889 se objevily první návrhy na elektrifikaci provozu. Další projekt na elektrickou trakci zůstal rovněž pouze na papíře, v realizaci mu zabránila první světová válka. Po skončení občanské války byla infrastruktura poškozena, tratě tak musely být opraveny. Již v roce 1924 byl zahájen provoz autobusů. O dva roky později bylo konečně rozhodnuto celou tramvajovou síť elektrifikovat, práce se rozeběhly na jaře 1927 a již 7. listopad téhož roku (na 10. výročí VŘSR) mohl být zahájen provoz elektrických tramvají.

### Počátky elektrické tramvaje a druhá světová válka
Délka první elektrifikované tratě byla 8,9 km a spojovala nynější Moskevské nádraží s Leninovou ulicí na jihu města. Pro zahájení provozu byly zakoupeny ojeté tramvaje z Petrohradu (typu BRUSH) a z Moskvy (typu F). Další rozvoj na sebe nenechal dlouho čekat: linka č. 2 byla zprovozněna v roce 1928, linky č. 3, 4 a 5 na začátku 30. let. Do vypuknutí druhé světové války byla ještě postavena trať např. do předměstí Krivolučje nebo k průmyslovému závodu na výrobu kombajnů. V roce 1932 byla zahájena nákladní tramvajová doprava.
I vozový park se postupně rozrůstal. Z moskevského Mytiščinského závodu byly dodány motorové vozy typu CH a vlečné vozy typu M. Stejné tramvaje začala dodávat i společnost UKVZ. V roce 1938 tak bylo k dispozici 72 motorových a vlečných vozů a 6 nákladních tramvají.
V roce 1941 zaútočila německá armáda na Moskvu a Tula, která leží nedaleko (cca 190 km), se stala součástí obrany hlavního města. Tramvajový provoz tak byl přerušen, tramvaje sloužily jak pro přepravu raněných, tak i jako zátarasy. Po odražení nepřítele byl provoz na začátku roku 1942 obnoven a během války již nikdy nebyl přerušen. Přesto počet provozuschopných vozů klesal až na 20 tramvají v roce 1945.

### Poválečná doba
Po ukončení války se začalo s rekonstrukcemi tratí i vozů. Prvních nových tramvají se Tula dočkala až v roce 1949, kdy byly dodány motorové vozy KTM-1 a vlečné vozy KTP-1. Dodávky ale postupně pokračovaly; v první polovině 60. let byly zakoupeny tramvaje nového typu KTM-2 a KTP-2, které se však v provozu moc neosvědčily (vyřazeny byly po 10 letech).
Během 50. let se jednokolejné tratě se zdvoukolejňovaly a byla postavena nová vozovna. V roce 1957 měla síť celkovou délku 57 km, jezdilo na ní 130 osobních tramvají a 12 služebních vozů. Počet linek dosáhl desíti. První čtyřnápravové tramvaje byly dodány v roce 1965, kdy přišlo do Tuly prvních 25 vozů Tatra T3SU československé výroby. Poslední tramvaje tohoto typu byly zakoupeny v roce 1986, celkem jich bylo dodáno 401. Zajímavé je, že všechny „té trojky“ dodané do roku 1978 byly dvoudveřové. V letech 1969 a 1970 bylo dodáno 19 tramvají Tatra K2, ty ale byly nejpozději do deseti let vyřazeny.
V roce 1973 byla postavena další vozovna pro 150 tramvají, o dva roky později skončil provoz starých dvounápravových vozů. V 70. letech byla rovněž síť mírně rozšířena. Další nová trať byla vybudována až roce 1991. Na konci 80. let bylo rovněž zakoupeno 75 tramvají Tatra T6B5, v roce 1996 je do Tuly následovaly další dva vozy stejného typu. Rozpad SSSR ale znamenal konec investic do zahraničních tramvají. V první polovině 90. let byly zakoupeny vozy KTM-8, všechny ale z důvodu nekvalitního zpracování byly do roku 2005 vyřazeny. Modernizace vozového parku tak byla řešena nákupem ojetých vozů T3 z Moskvy. V roce 2005 bylo zakoupeno několik vyřazovaných modernizovaných tramvají T3 z německého Schwerinu a v roce 2008 byl dodán jediný vůz typu LM-2008.

## Vozový park
V roce 2004 bylo v Tule k dispozici přibližně 210 tramvají výhradně československé (popř. české) výroby:
- Tatra T3
- Tatra T6B5